# Ahmetli (district)
Ahmetli is een Turks district in de provincie Manisa en telt 15.830 inwoners (2007). De hoofdplaats is de gelijknamige stad Ahmetli. Het district heeft een oppervlakte van 297,59 km².
De bevolkingsontwikkeling van het district is weergegeven in onderstaande tabel.
| 1997   | 2000   | 2007   |
| ------ | ------ | ------ |
| 18.613 | 18.852 | 15.830 |